# Francesco Grandelli
Francesco Grandelli, detto Kekko (Torino, 19 agosto 1994), è un pugile italiano.
Nel 2025 ha vinto il titolo WBO Intercontinental.

## Biografia
Ha iniziato la sua carriera professionistica il 23 maggio 2015, debuttando con una vittoria ai punti in quattro round contro Marco Luculano al Pala Hilton Pharma di Ferrara. 

### Primi anni da professionista (2015-2017)
Dopo il debutto, Grandelli ha continuato a costruire il suo record con due ulteriori vittorie nel 2015: una decisione ai punti contro Lorenzo Calì a giugno e un KO tecnico contro Antonio Sponziello a settembre. Tuttavia, a dicembre 2015 ha subito la sua prima sconfitta in carriera contro Giuseppe Carafa, sempre per decisione ai punti in quattro round. Questa sconfitta non ferma Grandelli, che nel 2016 ha ottenuto una serie di risultati positivi: una vittoria per decisione ai punti contro Sponziello in un rematch, un pareggio contro Dionisie Tiganas a maggio, seguito da una vittoria per KO tecnico al terzo round contro lo stesso Tiganas a luglio. Ha chiuso l’anno con altre due vittorie, contro Shoaib Zaman e Carmelo Palermo. Nel 2017, Grandelli ha combattuto una sola volta, ottenendo una vittoria per KO tecnico contro Stefan Slavchev.

### Conquista del titolo italiano (2018-2019)
Il 23 febbraio 2018 a Grugliasco, ha conquistato il titolo italiano dei pesi piuma, sconfiggendo Emiliano Salvini per decisione unanime (con punteggi di 99–91, 99–92 e 98–93). Nello stesso anno, ha combattuto un altro incontro, vincendo per decisione unanime contro Milan Delic. Nel 2019, dopo una vittoria per decisione ai punti contro Wallington Orobio, Grandelli ha riconquistato il titolo italiano dei pesi piuma, lasciato vacante, battendo Nicola Cipolletta. il 5 luglio a Grugliasco con un’altra decisione unanime (97–92, 97–92, 98–91).

### Incontri internazionali (2019-2025)
Il 2019 ha segnato l’ingresso di Grandelli sulla scena internazionale. L’11 ottobre, a Trento, ha affrontato il britannico Reece Bellottiper il titolo internazionale WBC Silver dei pesi piuma, vincendo per decisione divisa (96–94, 96–95 a suo favore, 96–95 per Bellotti. Questo trionfo lo ha consacrato come un pugile di livello europeo. Il 23 Ottobre 2020 a Milano Grandelli ha affrontato Cristian Narváez. Kekko ha dominato l’incontro con il suo jab e gioco di gambe, vincendo per decisione unanime contro il nicaraguense in otto round. Il 24 luglio 2021 a Verbania, Grandelli affronta Antonio Rodríguez: Francesco manda KO lo spagnolo al primo round con un colpo al fegato. Nel Novembre 2021 a Roma affronta Mauro Forte per l'EBU Unione Europea Piuma dopo 12 round il match finisce in pareggio (114-114 , 115-113, 113-116). Il 22 aprile del 2022 Kekko si trova a Verbania per combattere contro Kane Baker, Grandelli vince per decisione unanime (98-90 98-90 96-92) questo è il responso dei cartellini. Il 5 maggio 2023 si ritrova a combattere per la seconda volta contro Mauro Forte a Tivoli, nel secondo scontro, valido per il titolo europeo dei pesi piuma, Forte ferma Grandelli con un gancio sinistro al mento, e vince per KO al primo round (2:31). Kekko però non si abbatte e 2 mesi dopo torna sul ring a Verbania per affrontare Emiliano Salvini, Grandelli ne esce vittorioso vincendo ai punti. Il 16 dicembre del 2023, Grandelli aggiunge un altro titolo al suo palmarès, conquistando il titolo europeo EBU Silver dei pesi piuma con una vittoria per KO al secondo round contro l’imbattuto belga Stefan Voda al Pala Le Cupole di Torino.
L'11 maggio 2024 Grandelli va a York Hall, Bethnal Green, nel Regno Unito e mette in palio il titolo EBU Silver dei pesi piuma contro lo scozzese Nathaniel Collins. Nonostante un’ottima prestazione e un crescendo di ritmo, Grandelli viene penalizzato da un avvio lento e perde per decisione unanime (116–112, 116–112, 117–111), lasciando il titolo a Collins. Questa sconfitta ha rappresentato una sfida significativa, ma ha anche evidenziato la volontà di Grandelli di misurarsi con avversari di alto livello. Il 13 dicembre del 2024 Grandelli ha sfidato lo spagnolo Lorente per il titolo europeo EBU dei pesi piuma al Palazzetto dello Sport di Carbonia, nonostante un impegno intenso in dodici round, Grandelli non è riuscito a superare il jab e l’altezza di Lorente, perdendo per decisione unanime (116–111, 116–111, 115–113). Lorente, imbattuto, ha difeso con successo il titolo.
Il 10 maggio 2025, a Carbonia, Grandelli affronta il tanzaniano Mjuaji in un incontro a sei riprese. Sfruttando la sua tecnica e rapidità, vince per KO tecnico al primo round, dimostrando la sua capacità di chiudere rapidamente il match. L'8 giugno seguente, Grandelli conquista il titolo WBO Intercontinental pesi piuma battendo il fiorentino Simone Rao, imbattuto con un record di 11-0, in un incontro intenso tenutosi in Piazza Santa Croce a Firenze. Nel primo round, i due si sono scambiati atterramenti: Rao ha sorpreso Grandelli con un gancio sinistro, mandandolo a terra, ma Grandelli si è rialzato e ha risposto con una combinazione che ha messo Rao al tappeto. Il match, molto combattuto, ha visto Grandelli prevalere grazie alla sua mobilità, cambi di angolazione e ritmo elevato, vincendo per decisione non unanime (96–92, 96–92 per Grandelli, 95–94 per Rao).

## Carriera professionistica
Di seguito, la lista degli incontri disputati da professionista:
| N. | Risultato | Record  | Avversario          | Metodo | Round | Data              | Luogo                                           | Note                                                            |
| 26 | Vittoria  | 20-4(2) | Simone Rao          | SD     | 10/10 | 8 Giugno 2025     | Firenze Piazza Santa Croce                      | WBO Inter-Continental Feather                                   |
| 25 | Vittoria  | 19-4(2) | Tasha Mjuaji        | KO     | 1/6   | 10 maggio 2025    | Palasport, Carbonia                             |                                                                 |
| 24 | Sconfitta | 18-4(2) | Lorente             | UD     | 12/12 | 13 dicembre 2024  | Palasport, Carbonia                             | EBU European Feather                                            |
| 23 | Sconfitta | 18-3(2) | Nathaniel Collins   | UD     | 12/12 | 11 maggio 2024    | York Hall, Bethnal Green                        | EBU Silver Feather                                              |
| 22 | Vittoria  | 18-2(2) | Stefan Voda         | KO     | 2/12  | 16 dicembre 2023  | Palasport Le Cupole, Torino                     | EBU Silver Feather (vacant)                                     |
| 21 | Vittoria  | 17-2(2) | Emiliano Salvini    | PTS    | 6/6   | 15 luglio 2023    | Teatro Maggiore, Verbania                       |                                                                 |
| 20 | Sconfitta | 16-2(2) | Mauro Forte         | TKO    | 1/12  | 5 maggio 2023     | Tivoli                                          | EBU European Feather (vacant)                                   |
| 19 | Vittoria  | 16-1(2) | Kane Baker          | UD     | 10/10 | 22 aprile 2022    | Palazzo dello Sport, Verbania                   |                                                                 |
| 18 | Pareggio  | 15-1(2) | Mauro Forte         | SD     | 12/12 | 5 novembre 2021   | PalaEur, Roma                                   | EBU European Union Feather                                      |
| 17 | Vittoria  | 15-1(1) | Antonio Rodriguez   | KO     | 1/6   | 28 luglio 2021    | Centro Eventi Il Maggiore, Verbania             |                                                                 |
| 16 | Vittoria  | 14-1(1) | Cristian Narvaez    | UD     | 8/8   | 23 ottobre 2020   | Allianz Cloud, Milano                           |                                                                 |
| 15 | Vittoria  | 13-1(1) | Reece Bellotti      | SD     | 10/10 | 11 ottobre 2019   | PalaTrento, Trento                              | Conquista del titolo WBC International Silver pesi piuma        |
| 14 | Vittoria  | 12-1(1) | Nicola Cipolletta   | UD     | 10/10 | 5 luglio 2019     | Grugliasco                                      | Conquista del titolo italiano pesi piuma (per la seconda volta) |
| 13 | Vittoria  | 11-1(1) | Wallington Orobio   | PTS    | 6/6   | 25 aprile 2019    | Palasport San Filippo, Brescia                  |                                                                 |
| 12 | Vittoria  | 10-1(1) | Milan Delic         | UD     | 6/6   | 16 marzo 2019     | Centro Sportivo Comunale, Cernusco sul Naviglio |                                                                 |
| 11 | Vittoria  | 9-1(1)  | Emiliano Salvini    | UD     | 10/10 | 23 febbraio 2018  | Teatro Tenda, Grugliasco                        | Conquista del titolo italiano pesi piuma                        |
| 10 | Vittoria  | 8-1(1)  | Stefan Slavchev     | TKO    | 2/6   | 07 luglio 2017    | Grugliasco                                      |                                                                 |
| 9  | Vittoria  | 7-1(1)  | Carmelo Palermo     | PTS    | 6/6   | 27 novembre 2016  | Grugliasco                                      |                                                                 |
| 8  | Vittoria  | 6-1(1)  | Shoaib Zaman        | PTS    | 4/4   | 23 luglio 2016    | Palasport, Valenza-Po                           |                                                                 |
| 7  | Vittoria  | 5-1(1)  | Dionisie Tiganas    | TKO    | 3/4   | 02 luglio 2016    | Rivarolo Canavese                               |                                                                 |
| 6  | Pareggio  | 4-1(1)  | Dionisie Tiganas    | PTS    | 4/4   | 28 maggio 2016    | Porto Garibaldi                                 |                                                                 |
| 5  | Vittoria  | 4-1     | Antonino Sponziello | PTS    | 4/4   | 13 maggio 2016    | PalaRuffini, Torino                             |                                                                 |
| 4  | Sconfitta | 3-1     | Giuseppe Carafa     | PTS    | 4/4   | 5 dicembre 2015   | PalaOzan, Ugento                                |                                                                 |
| 3  | Vittoria  | 3-0     | Antonino Sponziello | PTS    | 4/4   | 26 settembre 2015 | Teatro Principe, Milano                         |                                                                 |
| 2  | Vittoria  | 2-0     | Lorenzo Cali'       | PTS    | 4/4   | 20 giugno 2015    | Teatro Principe, Milano                         |                                                                 |
| 1  | Vittoria  | 1-0     | Marco Iuculano      | PTS    | 4/4   | 23 maggio 2015    | Pala Hilton Pharma, Ferrara                     | Debutto professionistico                                        |